# Анко Марције
Анко Марције (лат. Ancus Marcius; владао од 642. п. н. е. — 617. п. н. е.) је четврти римски краљ, који је наследио Тула Хостилија.
Анко Марције је био унук другог римског краља Нума Помпилија, па је за разлику од Тула, као и његов деда био краљ мира и веровања. Нерадо је ишао у рат осим ако није био обвезан бранити границе града Рима као нпр. од Сабинаца. Сматра се да је оснивач плебса и плебејаца. Од заслуга му се приписује изградња дрвеног моста преко реке Тибар, устрој луке Остија, успостављање солана и изградња затвора. За време своје владавине оживео је многе обичаје свога деда који су у међувремену били пали у заборав.
Умро је природном смрћу.